# Marcus Schaile
Marcus Schaile (* 11. Dezember 1962) ist ein deutscher Politiker (CDU). Er ist seit 2010 Bürgermeister der rheinland-pfälzischen Kreisstadt Germersheim.

## Leben
Marcus Schaile ist Betriebswirt und arbeitete für die AOK, bei der er Abteilungsleiter war. Bei der Stadt Germersheim war er Stadtratsmitglied und seit 2002 hauptamtlicher 1. Beigeordneter.
Seit 2009 gehört er dem Kreistag des Landkreises Germersheim an. Dort ist er seit 2014 Vorsitzender des Rechnungsprüfungsausschusses.
Marcus Schaile ist Vater von zwei Kindern.

## Bürgermeisteramt
Bei der Bürgermeisterwahl in Germersheim 2009 wurde Marcus Schaile als Nachfolger von Dieter Hänlein (CDU) in Direktwahl zum Bürgermeister gewählt. Hänlein war vor seinem Bürgermeisteramt 1. Beigeordneter von Germersheim gewesen und Schaile 1. Beigeordneter unter Hänlein. Sein Amt trat Marcus Schaile am 1. Januar 2010 an. Bei der Wiederwahl 2017 erhielt er 74,94 Prozent der gültigen Stimmen bei einer Wahlbeteiligung von 43,13 Prozent. Bei der erneuten Wiederwahl 2025 erhielt er 89,6 Prozent der gültigen Stimmen.